# Yuki Kajiura
Yuki Kajiura (梶浦由記?, Kajiura Yuki; Tōkyō, 6 agosto 1965) è una musicista, compositrice e produttrice discografica giapponese, famosa per aver fornito le colonne sonore di numerosi film e serie TV d'animazione.

## Biografia
A causa del lavoro del padre, Yuki Kajiura si dovette trasferire nel 1972, a soli 7 anni, nella Germania Ovest, ove visse fino agli anni della scuola media. È in questo periodo che si registra il suo primo componimento, una canzone di addio per la nonna. Tornata a Tokyo per diplomarsi, Yuki cominciò a lavorare come ingegnere di sistemi, attività che abbandonò dopo poco tempo (nel 1992) per potersi concentrare meglio sulle sue attività musicali. Come lei stessa ha ammesso fu suo padre, un amante dell'opera lirica e della musica classica, che più la influenzò a prendere questa decisione.
Nel giugno del 1992 Yuki fece il suo debutto sulla scena musicale con See-Saw, un trio tutto al femminile composto da Chiaki Ishikawa (cantante solista), lei stessa (accompagnamento vocale e tastiera) e Yukiko Nishioka. Nei due anni seguenti il gruppo produsse sei singoli e due album, fino a quando non si sciolse temporaneamente nel 1995. Yukiko Nishioka decise di diventare una scrittrice, mentre la Kajiura continuò la sua carriera come solista, componendo musica per altri artisti, spot televisivi, videogiochi e anime.
Nel 2001 Yuki ricreò See-Saw insieme a Chiaki Ishikawa. Nello stesso periodo fu impegnata nella creazione della colonna sonora dell'anime Noir prodotto dallo studio Bee Train. Nonostante i pareri contrastanti dei critici, la colonna sonora fu in generale elogiata e vista come una svolta sulla scena musicale per la sua rischiosa miscela di sintetizzatori, opera lirica e suoni di stampo tipicamente francese.
Felice della libertà che Kōichi Mashimo, regista di Noir, le aveva offerto nel comporre la musica della serie, fra i due si instaurò una collaborazione che si estese a molti futuri progetti, l'ultimo dei quali è El Cazador de la Bruja, una serie animata del 2007. Mashimo non le impose mai dei limiti o degli obiettivi da raggiungere, permettendole semplicemente di comporre qualunque cosa le piacesse.
Nel 2002 See-Saw creò la colonna sonora di .hack//SIGN, un altro progetto di Mashimo che in breve tempo raggiunse un enorme successo grazie anche alla presenza dei prodotti della linea .hack su più fronti. La colonna sonora da sola, composta da 3 CD, vendette più di 300 000 copie. Durante la produzione della serie, Yuki Kajiura incontrò Emily Bindinger e, colpita dalla sua voce, le offrì di eseguire più di 10 canzoni presenti nella colonna sonora. Durante l'Anime Expo del 2003 la stessa Kajiura, scherzando, si riferì alla Bindinger come "la sua insegnante di inglese".
Uno dei più grandi successi di See-Saw fu la sigla di chiusura di Mobile Suit Gundam SEED, Anna ni Issho datta no ni ( あんなに一緒だったのに?, Anche se eravamo così vicini insieme), che vendette da sola oltre 200 000 copie. Dream Field, il primo album di See-Saw nove anni dopo il primo scioglimento, fu un altro successo, vendendo oltre 100 000 copie nel 2003. Nello stesso anno Yuki Kajiura produsse il suo primo album da solista, Fiction, che pubblicizzò ed eseguì all'Anime Expo 2003.
Fra i progetti da solista della Kajiura vi è anche FictionJunction, che include collaborazioni di artisti come Yuuka Nanri, Asuka Kato e Kaori Oda. FictionJunction YUUKA, il progetto che include Yuuka Nanri come solista, è ad oggi il più prolifico fra tutti. Nel 2004 il duo ha produsse le sigle di apertura e chiusura di Madlax, ennesimo progetto di Mashimo Koichi, e l'anno seguente pubblicato il suo primo album, Destination.
Nel 2007 Yuki creò un nuovo gruppo dalle ceneri del progetto FictionJunction, le Kalafina, di cui fanno parte FictionJunction Wakana e FictionJunction Keiko, oltre a due nuove cantanti, Hikaru e Maya. Le Kalafina, dopo l'iniziale successo di Oblivious, nel 2007, opening del primo episodio della serie Kara no kyōkai pubblicarono Sprinter/ARIA, Fairytale e infine il 4 marzo 2009 hanno uscì nei negozi il primo album, Seventh heaven, la cui title track chiude la colonna sonora di Kara no Kyōkai. Lo stesso giorno venne pubblicato anche il nuovo singolo, Lacrimosa, tema dell'anime Kuroshitsuji mentre il 1º luglio 2009 uscì il singolo Storia, tema del programma Rekishi Hiwa Historia (歴史秘話ヒストリア?). Il 28 febbraio 2009 si rinnovò la collaborazione con le FictionJunction con la pubblicazione dell'album Everlasting songs, che vide la formazione del gruppo formata da Wakana, Keiko, Kaori dei Sound Horizon e Yuriko Kaida, più l'aggiunta della già presente Yuuka. L'ultimo lavoro di Yuki Kajiura è il singolo Parallel Hearts delle FictionJunction, tema dell'anime Pandora Hearts.
Tra il giugno 2024 e luglio dello stesso anno, diversi media hanno speculato sul suo ritiro improvviso dal mondo della musica in seguito ad un grave malore dell’artista. Tuttavia la stessa Yuki non ha smentito né confermato le voci sul suo conto, ha solo dichiarato che le sue attività musicali sono ancora in attività. 

## Discografia

### Solista
- Fiction (2003)
- Fiction II (2011)
- The Works for Soundtrack (2011)

### Con Kalafina
Album
- Re/Oblivious (EP, 2008)
- Seventh Heaven (2009)
- Red Moon (2010)
- After Eden (2011)

Singoli
- Oblivious (2008)
- Sprinter/Aria (2008)
- Fairytale (2008)
- Lacrimosa (2009)
- Storia (2009)
- Progressive (2009)
- Hikari no Senritsu (2010)
- Kagayaku Sora no Shijima ni wa (2010)
- Magia (2011)
- To the Beginning (2012)
- moonfesta (2012)

### Con FictionJunction
Album
- Everlasting Songs (2009)
- FictionJunction 2008-2010 The Best of Yuki Kajiura Live (2010)

Singoli
- Parallel Hearts (2009)
- Toki no Mukou Maboroshi no Sora (時の向こう 幻の空?) (2010)
- stone cold (2010)

DVD
- Yuki Kajiura Live Vol.#2 2008.07.31 (2008)
- FictionJunction Yuuka: Yuki Kajiura Live Vol.#4 Part I: Everlasting Songs Tour 2009 (2009)
- FictionJunction: Yuki Kajiura Live Vol.#4 Part II: Everlasting Songs Tour 2009 (2009)

### Con FictionJunction YUUKA
Album
- Destination (2005)
- Circus (2007)

Singoli
- Hitomi no Kakera (瞳の欠片?) (2004)
- Inside Your Heart (2004)
- Akatsuki no Kuruma (暁の車?) (2004)
- Honoh no Tobira (焔の扉?) (2005)
- Silly-Go-Round (2006)
- Kōya Ruten (荒野流転?) (2006)
- Romanesque (2007)

### Colonne sonore di anime
- Kyōryū bōken ki Jura Torippaa (恐竜冒険記ジュラトリッパー?, Jura Tripper e le cronache delle avventure dei dinosauri) (1995)
- Kimagure Orange Road - il nuovo film (1996)
  - Sigla di chiusura "Sunday Island" (voce di Mariko Kōda)
- Eat-Man (1997)
- Noir (2001)
- Aquarian Age (2002)
- .hack//SIGN (2002)
- .hack//Liminality (2002)
- Mobile Suit Gundam SEED (2002)
  - Sigla di chiusura "Anna ni issho datta no ni" (あんなに一緒だったのに?, Anche se eravamo così vicini insieme) (See-Saw)
  - Arrangiamento della musica di sottofondo "Shizuka na yoru ni" (静かな夜に?, Durante una calma notte)
  - Arrangiamento della musica di sottofondo "Mizu no akashi" (水の証?, Prova d'acqua)
  - Arrangiamento della musica di sottofondo "Akatsuki no kuruma" (暁の車?, Ruote dell'alba) (FictionJunction YUUKA)
  - Arrangiamento della canzone "Shoot" (cantata da Tomokazu Seki)
- Madlax (2004)
  - Sigla d'apertura "Hitomi no kakera" (瞳の欠片?, Frammento di pupilla) (FictionJunction YUUKA)
- Cosette no shōzō (コゼットの肖像, Le Portrait de Petit Cossette) (2004)
  - Sigla di chiusura "Hōseki" (宝石?, Gioiello) (cantata da Marina Inoue)
  - Arrangiamento della canzone "Ballad" (cantata da Marina Inoue)
- Mai-HiME (2004)
- Tsubasa Chronicle (2005)
- Tsubasa TOKYO REVELATIONS (2007)
- Elemental Gerad (2005)
- Loveless  (2005)
  - Sigla d'apertura "Tsuki no Curse" (月の呪縛?, Maledizione della Luna) (cantata da Reika Okina)
  - Sigla di chiusura "Michiyuki" (みちゆき?) (cantata da Kaori Hikita)
- Mobile Suit Gundam SEED Destiny  (2005)
  - Seconda sigla di chiusura "Life Goes On" (cantata da Mika Arisaka)
  - Quarta sigla di chiusura "Kimi wa boku ni nite iru" (君は僕に似ている?, Assomigli a me) (See-Saw)
  - Arrangiamento della musica di sottofondo "Fields of Hope" (cantata da Rie Tanaka)
  - Arrangiamento della musica di sottofondo "Shinkai no kodoku" (深海の孤独?, La solitudine del mare profondo) (FictionJunction YUUKA)
  - Arrangiamento della musica di sottofondo "Honō no tobira" (焔の扉?, La porta delle fiamme) (cantata da Hōko Kuwashima)
- Mai-Otome (2006)
- .hack//Roots (2006)
  - Sigla d'apertura "Silly-Go-Round" (FictionJunction YUUKA)
- Shōnen Onmyōji (少年陰陽師?, Il ragazzo indovino) (2006)
  - Sigla d'apertura "Egao no wake" (笑顔の訳?, Motivo del sorriso) (cantata da Kaori Hikita)
- Bakumatsu Kikansetsu Irohanihoheto (幕末機関説 いろはにほへと?, Irohanihoheto, la teoria del potere del Bakumatsu) (2006)
  - Sigla d'apertura "Kōya Ruten" (荒野流転?, Vicissitudini del deserto) (FictionJunction YUUKA)
- Ken il guerriero - Leggenda dei veri salvatori (2007)
- El Cazador de la Bruja (2007)
  - Sigla di chiusura "romanesque" (FictionJunction YUUKA)
- Baccano! (2007)
  - Sigla di chiusura "Calling" (FictionJunction KAORI)
- Pandora Hearts  (2009)
  - Sigla di apertura "Parallel hearts"
- Sora no woto    (2010)
  - Sigla di apertura "Hikari no senritsu"
- Puella Magi Madoka Magica (2011)
  - Sigla di chiusura "Magia"
  - Arrangiamento della musica di sottofondo "Sis! Puella Magica!"
  - Arrangiamento della musica di sottofondo "Salve, Terrae Magicae"
  - Arrangiamento della musica di sottofondo "Gradus Prohibitus"
  - Arrangiamento della musica di sottofondo "Credens Giustitiam"
  - Arrangiamento della musica di sottofondo "Clementia"
  - Arrangiamento della musica di sottofondo "Desiderium"
  - Arrangiamento della musica di sottofondo "Conturbatio"
  - Arrangiamento della musica di sottofondo "Postmeridie"
  - Arrangiamento della musica di sottofondo "Puella in Somnio"
  - Arrangiamento della musica di sottofondo "Umbra Nigra"
  - Arrangiamento della musica di sottofondo "Terror Adhaerens"
  - Arrangiamento della musica di sottofondo "Scena Felix"
  - Arrangiamento della musica di sottofondo "Pugna cum Maga"
  - Arrangiamento della musica di sottofondo "Decretum"
  - Arrangiamento della musica di sottofondo "Agmen Clientum"
  - Arrangiamento della musica di sottofondo "Venari Strigas"
  - Arrangiamento della musica di sottofondo "Signum Malum"
  - Arrangiamento della musica di sottofondo "Amicae Carae Meae"
  - Arrangiamento della musica di sottofondo "Incertus"
  - Arrangiamento della musica di sottofondo "Inevitabilis"
  - Arrangiamento della musica di sottofondo "Anima Mala"
  - Arrangiamento della musica di sottofondo "Pugna Infinita"
  - Arrangiamento della musica di sottofondo "Vocalise OP.34 no.14"
  - Arrangiamento della musica di sottofondo "Ave Maria"
- Fate/Zero (2011)
- Fate/Zero 2 (2012)
- Sword Art Online (2012)
- Sword Art Online II (2014)
- Fate/stay night: Unlimited Blade Works (2014)
- Fate/stay night: Unlimited Blade Works 2 (2015)
- Princess Principal (2017)
- Sword Art Online: Alicization (2018)
- Sword Art Online: Alicization War of Underworld (2019-2020)
- Kimetsu no Yaiba (2019)

### Colonne sonore di videogiochi
- Double Cast (ダブルキャスト?, Daburu kyasuto) (PlayStation, 1998, Sony Computer Entertainment)
- Meguri-aishite (めぐり愛して?, Meguri ai-shite) (PlayStation, 1999, SME)
- Blood: The Last Vampire (PlayStation 2, 2000, Sony Computer Entertainment)
- Xenosaga Episode II ~ Jenseits von Gut und Böse ~ (solo filmati) (PlayStation 2, 2004, Namco)
- Xenosaga Episode III ~ Also Sprach Zarathustra ~ (PlayStation 2, 2006, Namco)

### Colonne sonore di film
- Tōkyō-Kyōdai (東京兄妹?) di Jun Ichikawa (1995)
- RUBY FRUIT di Takumi Kimiduka (1995)
- RAINBOW di Naoto Kumazawa (1999)
- Boogiepop and Others di Ryu Kaneda (2000)
- MOON (月?, Tsuki) di Takumi Kimiduka  (2000)
- Tsubasa Chronicle il Film: La Principessa del Regno delle Gabbie per Uccelli di Kawasaki Itsurō (2005)
- Ken il guerriero - Leggenda di Raoh (2007)
- Kara no kyōkai
- Puella Magi Madoka Magica
- Sword Art Online - The Movie: Ordinal Scale (2017)
- Fate/stay night: Heaven's Feel - I.presage flower (2017)
- Fate/stay night: Heaven's Feel - II.lost butterfly (2019)
- Fate/stay night: Heaven's Feel - III.spring song (2020)

### Contributi
- L
- "Goodbye, my friend" di Shōko Suzumi (testo)
- "DA I KI RA I" (だ・い・き・ら・い?, O DI O SO) di Megumi Hayashibara (musica e arrangiamento)
- "OPEN YOUR HEART ~ ten made todoke THE STRiPES ver. ~" (OPEN YOUR HEART～天まで届け THE STRiPES Ver.～?) dei THE STRiPES (parte del testo, parte dell'arrangiamento e musica)

### Produzione
- Saeko Chiba
  - Singolo "Hikari" (ひかり?, Luce), seconda sigla di chiusura dell'anime Heat Guy J
  - Singolo "Ice cream" (アイスクリイム?, Aisu Kuriimu), sigla di chiusura dell'anime Narue no Sekai (成恵の世界?, Il mondo di Narue)
  - Singolo "Sayonara solitia" (さよならソリティア?), sigla di chiusura dell'anime Chrono Crusade
  - Singolo "melody"
  - Singolo "everything"

## Cantanti con cui ha collaborato
- Aa (ああ) dei savage genius
- Ami Koshimizu (小清水 亜美?, Koshimizu Ami)
- Arai Akino (昭乃新居?, Akino Arai)
- Asuka Kato (加藤あすか?, Kato Asuka) (parte di FictionJunction ASUKA)
- Aya Hisakawa (久川 綾?, Hisakawa Aya)
- Chiaki Ishikawa (石川智晶?, Ishikawa Chiaki) (parte di See-Saw)
- Deb Lyons
- Emily Bindiger
- Emily Curtis
- Eri Itō (伊東恵里?, Itō Eri)
- Fion
- Hanae Tomaru (戸丸華江?, Tomaru Hanae)
- Hōko Kuwashima (桑島法子?, Kuwashima Hōko)
- Kaori Hikita (引田香織?, Hikita Kaori)
- Kaori Nishina (仁科かおり?, Nishina Kaori)
- Kaori Oda (織田かおり?, Oda Kaori) (parte di FictionJunction KAORI)
- Kaoru Saito (斉藤かおる?, Saito Kaoru)
- Keiko Kubota (窪田啓子?, Kubota Keiko) (parte di FictionJunction KEIKO)
- Margaret Dorn
- Marina Inoue (井上麻里奈?, Inoue Marina)
- Mika Arisaka (有坂美香?, Arisaka Mika)
- Mika Kikuchi (菊地美香?, Kikuchi Mika)
- Mami Ishizuka (石塚まみ?, Ishizuka Mami)
- Minami Omi (南 央美?, Omi Minami)
- Nicolette Grogoroff
- Noriko Ogawa (小川範子?, Ogawa Noriko)
- Reika Okina (翁鈴佳?, Okina Reika)
- Revo
- Rie Tanaka (田中理恵?, Tanaka Rie)
- Saeko Chiba (千葉紗子?, Chiba Saeko)
- TARAKO
- Tōkyō Konsei Gasshō-dan (東京混声合唱団?)
- Tomokazu Seki (関智一?, Seki Tomokazu)
- Tulivu-Donna Cumberbatch
- Yui Makino (牧野由依?, Makino Yui)
- Yukana (ゆかな?)
- Yuri Kasahara (笠原ゆり?, Kasahara Yuri)
- Yuriko Kaida (貝田 由里子?, Kaida Yuriko)
- Yuuka Nanri (南里侑香?, Nanri Yuuka) (parte di FictionJunction YUUKA)
- Yūko Miyamura (宮村優子?, Miyamura Yuko)

## Tratti distintivi
Molte delle composizioni di Yuki Kajiura presentano tratti ricorrenti e distintivi.
- Miscela di vari generi: non è raro sentire nei componimenti della Kajiura uno stile operistico mescolato con un ritmo pop. La persona che più ha ispirato la compositrice, il padre, era infatti un amante della musica classica.
- Pianoforte: spesso ricorrono elaborati soli per pianoforte eseguiti dalla stessa Kajiura.
- Tratti europei: alcuni dei suo brani presentano uno stile classicamente europeo. Alcune sue canzoni sono scritte in tedesco, spagnolo e italiano.
- Canti: non è raro ritrovare nelle sue canzoni dei solenni canti (sia come supporto alla voce solista sia come forza motrice del brano stesso) in lingue non esistenti. Questo stile è simile a quello utilizzato da Yōko Kanno con Gabriela Robin. I canti Yamanii della canzone nowhere presente nella colonna sonora di Madlax ne sono un buon esempio.
- Violino: soli di violino sono spesso presenti nelle sue composizioni.